# Archivo Histórico de la Unión Europea
El Archivo Histórico de la Unión Europea, abreviado AHUE (en inglés, HAEU: Historical Archives of the European Union), situado en Florencia (Italia), es el repositorio oficial de los documentos históricos de las instituciones de la Unión Europea. El Archivo es, a su vez, un centro de investigación dedicado al estudio y la preservación de los archivos referentes al proceso de integración europea y forma parte del Instituto Universitario Europeo (IUE).

## Reglamento jurídico e historia
El AHUE fue creado en 1983 tras el reglamento adoptado por la Comisión de las Comunidades Europeas y la decisión tomada por la Comisión de las Comunidades Europeas de abrir sus archivos históricos al público. El posterior acuerdo alcanzado en 1984 entre la Comisión Europea y el Instituto Universitario Europeo sentaría las bases para el establecimiento de dicho repositorio en Florencia, y en 1986 el Archivo Histórico de la Unión Europea abrió sus puertas a investigadores y visitantes.
En un Acuerdo Marco de Asociación de 2011 entre el Instituto Universitario Europeo y la Comisión Europea se reforzó el papel del Archivo Histórico en la preservación y el acceso a los fondos archivísticos de las instituciones pertenecientes a la Unión Europea. Éste también reguló la adquisición y tratamiento de archivos privados. En marzo de 2015 el Consejo de la Unión Europea modificó las decisiones de 1983 con un nuevo Reglamento (UE) 2015/496 del Consejo.

## Misión
El Archivo Histórico de la Unión Europea preserva y pone a disposición para su consulta los fondos archivísticos pertenecientes a las instituciones y agencias de la Unión Europea, de acuerdo a la normativa de 30 años que rige el acceso público a material de archivo. El Archivo también mantiene y recopila documentos privados provenientes de personas, movimientos y organizaciones internacionales involucrados en el proceso de integración europea. Facilita la investigación sobre la historia de la Unión Europea y sus instituciones predecesoras y promueve el interés público en la integración europea, fomentando la transparencia en el funcionamiento de las instituciones de la Unión Europea.

## Sede
Desde 2012, el AHUE tiene su sede en la histórica Villa Salviati, en Florencia. La Villa Salviati está situada en las colinas de la ciudad italiana, a lo largo de la Via Bolognese, y recibe su nombre de uno de sus más ilustres propietarios, Jacopo Salviati, quien tomó posesión de la finca en 1445. Los Salviati eran una adinerada familia de comerciantes de lana y banqueros, estrechamente ligada a la familia Medici durante el siglo XV. La villa, así como sus 14 hectáreas de jardín, han cambiado de manos en varias ocasiones a lo largo de los últimos doscientos años, siendo propiedad de personalidades italianas, francesas, suecas y americanas.
La Villa Salviati pertenece desde el año 2000 al Estado italiano. Tras una profunda reestructuración se decidió destinarla a acoger el Archivo Histórico de la Unión Europea, que hoy cuenta con más de 11.000 metros lineales de documentos situados en las estanterías construidas en los depósitos subterráneos de la villa.
El 17 de diciembre de 2009 el presidente de la República italiana Giorgio Napolitano inauguró la nueva sede del Archivo Histórico de la Unión Europea en Villa Salviati, que comenzó a estar operativa en 2012.

## Fondos bibliográficos
Los fondos documentales se componen de colecciones procedentes de instituciones europeas, de los organismos que las precedieron y de las Agencias de la Unión Europea. Entre estos fondos se incluyen archivos pertenecientes a la Comunidad Europea del Carbón y del Acero (CECA), la Comunidad Económica Europea (CEE), la Comunidad Europea de la Energía Atómica (EURATOM), la Asamblea Común de la CECA, el Parlamento Europeo, el Tribunal de Justicia de la Unión Europea, el Comité Económico y Social Europeo, el Tribunal de Cuentas de la Unión Europea y el Banco Europeo de Inversiones. También se conservan los depósitos privados y colecciones de individuos, organizaciones y asociaciones que defendieron, apoyaron y contribuyeron a implementar el proceso de conciliación e integración europea tras la Segunda Guerra Mundial.
Los fondos incluyen también los archivos documentales de la Agencia Espacial Europea (AEE), la Unión Europea Occidental (UEO), el Consejo Europeo de Municipios y Regiones (CMRE), la Liga Europea de Cooperación Económica (LECE), así como una colección única de archivos federalistas provenientes de, por ejemplo, el Movimiento Europeo, la Unión de europeos federalistas o el Centre International de Formation Européenne.
Dentro del marco de las actividades desarrolladas por el “Grupo de trabajo para la preservación de las webs institucionales de la Unión Europea”, y en colaboración con la Internet Memory Foundation, el Archivo Histórico puso en marcha en 2013 un proyecto piloto para la conservación de las páginas web de las instituciones de la Unión Europea. Desde finales de 2013, las páginas son archivadas de manera trimestral y puestas a disposición en la página principal del AHUE.

## Servicios de consulta y asistencia a la investigación
El Archivo Histórico de la Unión Europea está presente en la red desde 1995 y ha ido desarrollando su propia base de datos en línea desde 1991. Todo el inventario de los fondos, colecciones y programas europeos de historia oral en poder del AHUE han sido publicados y están disponibles para su búsqueda en la página web del centro.
El AHUE publica además la información y esquemas clasificatorios de sus repositorios institucionales en el “Archives Portal EUROPE´. Del mismo modo, el Archivo cuenta también con su propio perfil en Facebook, Twitter, Youtube y Flickr.
El programa puesto en funcionamiento en 2006 para la digitalización de las unidades archivísticas y fotografías provenientes de diversos fondos y depósitos ha permitido escanear hasta el momento unos 14.000 archivos, que pueden ser consultados en formato.pdf en la página web del Archivo. Desde el sitio web es posible acceder también a las 600 transcripciones y registros de audio del Programa Europeo de Historia Oral.
La Sala de Lectura de Villa Salviati está abierta al público para la consulta de sus fondos bibliográficos. Las instalaciones cuentan con una biblioteca de referencias especializada, compuesta de 20.000 obras como publicaciones, documentación impresa, literatura gris y publicaciones en formato electrónico.
Propuesto a ser un lugar de encuentro entre actores y estudiosos del proceso de integración europea, el Archivo Histórico de la Unión Europea organiza y acoge, en estrecha colaboración con el Departamento de Historia del Instituto Universitario Europeo y otros socios externos, diversos seminarios de investigación, talleres y conferencias sobre el tema. Con este objetivo, El AHUE codirige junto con el Departamento de Historia del Instituto Universitario Europeo el Centro de Investigación Alcide De Gasperi para la Historia de la Integración Europea, que fue inaugurado el 6 de mayo de 2015 con la presencia de la hija de Alcide De Gasperi, Maria Romana De Gasperi. El Centro de Investigación Alcide De Gasperi tiene como principal objetivo fomentar proyectos de investigación innovadores y facilitar el uso de las fuentes primarias que alberga. Del mismo modo, coordina redes de académicos y promueve la realización de publicaciones sobre la historia de la integración europea.
La consulta de los documentos de archivo, colecciones y entrevistas conservados en los AHUE es gratuita, tanto en la Sala de Lectura de las dependencias como a través del inventario disponible en línea.